# Eleftheria
Eleftheria ist ein Vorname.

## Herkunft und Bedeutung
Eleftheria (die Freie) ist eine vor allem im Griechischen verwendete weibliche Variante des Namens Eleftherios.

## Verbreitung
In Deutschland wird der Name seit 2010 fast jedes Jahr vergeben, und zwar insgesamt etwa 100 Mal. Den Namen tragen in der Schweiz 79 Personen (Stand 2023). In Österreich kommt der Name seit 1995 in der Namensgebung vor. Seitdem wurde er sieben Mal gewählt, das letzte Mal im Jahr 2023. In den USA taucht Eleftheria seit Mitte der 1970er Jahre in den Hitlisten auf. Von 1930 bis 2022 wurde der Name rund 240 Mal bei der Namenswahl berücksichtigt. Nachgewiesen ist auch seine Vergabe in den Ländern England, Schottland und Kanada.

## Bekannte Namensträgerinnen
- Eleftheria Arvanitaki (* 1957), ist eine griechische Sängerin
- Eleftheria Chatzinikou (* 1978), ist eine griechische Volleyballspielerin
- Eleftheria Eleftheriou (* 1989), ist eine griechisch-zypriotische Sängerin
- Eleftheria Paliou, griechische Archäologin